# Retaule de la Mare de Déu de Sixena
La Mare de Déu de Sixena és una pintura sobre taula obra de Jaume o Pere Serra, realitzada entre 1363 i 1375. Actualment es conserva al Museu Nacional d'Art de Catalunya.
Aquesta obra és un clar testimoni del desenvolupament que el retaule experimenta a partir del segon terç del segle xiv. A la taula principal es representa la Mare de Déu i, als costats, santa Caterina i santa Maria Magdalena.
La figura del comitent del retaule, és a dir, qui l'ha encarregat, se situa als peus de la Mare de Déu i la seva identificació consta en una inscripció sobreposada a l'hàbit: FRA: FONTANER: D: GLRA: COMNADOR: D: SIXENA. Aquesta llegenda és una referència important de la història del retaule, ja que no es coneix cap document on s'al·ludeixi a la seva contractació ni al seu pagament. Fra Fontaner de Glera va ser comanador de Sigena en una data posterior al 1363. Per tant, Jaume i Pere Serra, especialment aquest darrer, podrien haver estat els autors del retaule de Sixena en el període de 1363-1375, ja que Francesc Serra va morir el 1362. Les dotze escenes dels carrers laterals tenen relació amb els set Goigs de Maria i estan coronades pel Gòlgota.

## Predel·la
Pel que fa a la predel·la o bancal, quatre miracles eucarístics acompanyen la representació central del Sant Sopar. En les pintures dedicades als miracles eucarístics es pot observar l'expressió d'un missatge explícit a través de la imatge que al·ludeix a la consideració negativa que la societat medieval tenia del poble jueu i a la seva relació amb la «ira divina», concretada en els successius rebrots de la pesta d'aquells anys i en la fam.